# Уорис, Абдул Маджид
Абду́л Маджи́д Уори́с (англ. Abdul Majeed Waris; родился 19 сентября 1991, Тамале, Гана) — ганский футболист, нападающий. Выступал за сборную Ганы. Участник чемпионата мира 2014 года.

## Биография
Абдул родился в семье сварщика и продавщицы духов в Тамале, одном из самых крупных городов Ганы. Семья не бедствовала, но на инвентарь денег не хватало — первые бутсы Уорис получил лишь в 12 лет. В этом же возрасте он и уехал в детскую футбольную академию клуба «Право на Мечту». Вскоре он был отправлен в Англию для обучения в колледже Хартпёри, за футбольную команду которого Уорис забил 36 голов в 21 игре.

## Клубная карьера

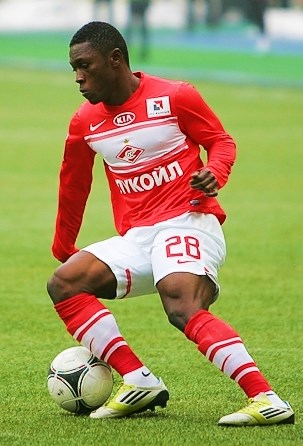
Маджид в составе «Спартака»

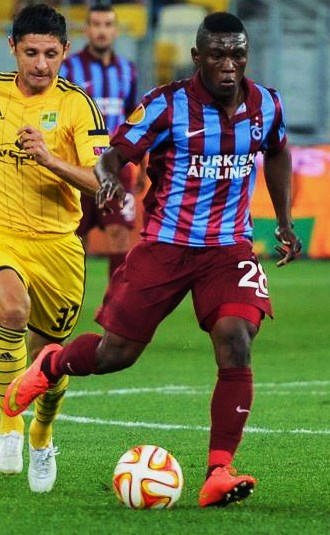
Маджид в составе «Трабзонспора»

В октябре 2009 года он подписал четырёхлетний контракт с шведским клубом «Хеккен». В марте 2010 года в поединке против «Треллеборга» Уорис дебютировал в Аллсвенскане, выйдя на замену вместо Доминика Чатто. 16 мая 2012 года в матче против «Норрчёпинга», Абдул забил 5 голов, а «Хеккен» одержал крупную победу 6:0. Уорис стал первым игроком в чемпионате Швеции, который забил пять голов в одном матче, также он стал первым ганцем, который смог отличиться пять раз в европейском футбольном чемпионате.
В октябре 2012 года появилась информация, что Уорис близок к подписанию контракта с московским «Спартаком». Причина того, что московский клуб заинтересовался Абдулом, была такова: ганский форвард стал лучшим бомбардиром сезона 2012, забив 23 мяча в 29 матчах, чем помог «Хеккену» занять второе место в чемпионате Швеции.
5 ноября 2012 года на сайте «Хеккена» появилась информация о том, что Уорис официально стал игроком московского «Спартака». Ганский форвард присоединился к «красно-белым» в январе 2013 года.
10 марта в матче 20-го тура против «Терека» Уорис дебютировал за новый клуб, заменив во втором тайме Юру Мовсисяна.
8 декабря Уорис забил первый гол в чемпионате России в составе «красно-белых», поразив ворота «Ростова» на 88 минуте матча. Этот гол помог «Спартаку» впервые за четыре года одержать победу над ростовчанами в гостях. К сожалению, «Спартаку» не пришёлся к месту Абдул Уорис. Нападающий был приобретён, но ему никто не давал играть в полной мере. Он не мог нормально раскрыться, как сделал это в Швеции, поэтому в свой первый сезон вышел на поле всего лишь семь раз, не сумев отметиться ни одним голом.
2 января 2014 года Уорис был отдан в аренду до лета во французский «Валансьен». 11 января в матче против «Бастии» Абдул дебютировал в Лиге 1. В этой же встрече он забил свой первый гол за новый клуб и отдал голевую передачу. 22 февраля в поединке против «Сошо» Уорис сделал «дубль». После того, как в 11 встречах Абдул забил 8 голов и отдал 3 голевые передачи, появилась информация о заинтересованности со стороны амстердамского «Аякса». Вернувшись в «Спартак», Уорис снова встретился с проблемой отсутствия игровой практики. Он сыграл ещё девять матчей за клуб, забив один-единственный гол. После этого было принято решение продать его, пока были покупатели, впечатленные его игрой в «Валансьене».
1 сентября 2014 года пресс-служба «Спартака» объявила о договорённости с турецким «Трабзонспором» о переходе Уориса. 14 сентября в матче против «Фенербахче» он дебютировал в турецкой Суперлиге. 6 ноября в поединке Лиги Европы против бельгийского «Локерена» Маджид забил свой первый гол за команду. В турецком клубе ганец начал получить гораздо больше игровой практики — за сезон он вышел на поле 26 раз. Однако результативности он не проявлял — за все это время он смог отметиться лишь четырьмя голами. Турки не стали проявлять терпеливость и уже через год решили избавиться от игрока, продав его во французский «Лорьян» за четыре с половиной миллиона евро — немного меньше, чем они заплатили за него сами год назад.
Летом 2015 года Уорис перешёл во французский «Лорьян». Его контракт с клубом рассчитан до 2020 года. 16 августа в матче против «Бастии» он дебютировал за новую команду. 12 сентября в поединке против «Анже» Маджид забил свой первый гол за «Лорьян». Свой первый сезон в новом клубе ганец провёл очень неплохо — он сыграл 25 матчей, в которых отметился 12 голами.
19 января 2018 года Уорис перешёл в португальский «Порту». Ганский футболист был арендован «драконами» до конца сезона с возможностью выкупа. 30 января в матче против «Морейренсе» он дебютировал в Сангриш лиге. В том же году Маджид помог клубу выиграть чемпионат. По окончании сезона драконы выкупили трансфер игрока и сразу же отдали его в аренду в «Нант». 11 августа в матче против «Монако» он дебютировал за новую команду.

## Международная карьера
В феврале 2012 года Квеси Аппиа вызвал Уориса в сборную Ганы на матч против Чили. Вызов Абдула в национальную команду был обусловлен травмами основных нападающих, Андре и Джордана Айю. Он заменил Ричарда Мпонга во втором тайме поединка. 24 марта в поединке отборочного турнира чемпионата мира 2014 против сборной Судана Уорис забил свой первый гол и помог своей команде одержать крупную победу.
Летом 2014 года Уорис был включён в заявку сборной на участие в чемпионате мира в Бразилии. На турнире Маджид сыграл в матче против сборной Португалии. Кубок Африки 2015 года он пропустил из-за травмы.

## Личная жизнь
По вероисповеданию — мусульманин. К религии относится очень набожно: например, в Швеции он чуть ли не каждый день ездил в мечеть на острове Хисинген. Его твиттер заполнен благодарностями в адрес Аллаха за всё: голы, матчи, удачный сезон, отпуск, хороший день и даже за то, что он проснулся. В одном из своих интервью он 5 раз произнес «Иншаллах» (дай Бог).

## Достижения
Командные
 «Порту»
- Чемпионат Португалии по футболу — 2017/18

Личные
- Лучший бомбардир чемпионата Швеции — 2012

## Клубная статистика
по состоянию на 29 апреля 2019
| Выступление        | Выступление      | Выступление      | Чемпионат | Чемпионат | Кубки | Кубки | Еврокубки | Еврокубки | Прочие | Прочие | Итого | Итого |
| Клуб               | Лига             | Сезон            | Игры      | Голы      | Игры  | Голы  | Игры      | Голы      | Игры   | Голы   | Игры  | Голы  |
| ------------------ | ---------------- | ---------------- | --------- | --------- | ----- | ----- | --------- | --------- | ------ | ------ | ----- | ----- |
| Хеккен             | Аллсвенскан      | 2010             | 10        | 0         | 1     | 1     | 0         | 0         | —      | —      | 11    | 1     |
| Хеккен             | Аллсвенскан      | 2011             | 16        | 3         | 1     | 0     | 5         | 1         | —      | —      | 22    | 4     |
| Хеккен             | Аллсвенскан      | 2012             | 29        | 23        | 1     | 2     | 0         | 0         | —      | —      | 30    | 25    |
| Хеккен             | Итого            | Итого            | 55        | 26        | 3     | 3     | 5         | 1         | 0      | 0      | 63    | 30    |
| Спартак (Москва)   | Премьер-лига     | 2012/13          | 7         | 0         | 0     | 0     | 0         | 0         | —      | —      | 7     | 0     |
| Спартак (Москва)   | Премьер-лига     | 2013/14          | 4         | 1         | 0     | 0     | 1         | 0         | —      | —      | 5     | 1     |
| Спартак (Москва)   | Премьер-лига     | 2014/15          | 4         | 0         | 0     | 0     | 0         | 0         | —      | —      | 4     | 0     |
| Спартак (Москва)   | Итого            | Итого            | 15        | 1         | 0     | 0     | 1         | 0         | 0      | 0      | 16    | 1     |
| Валансьен (аренда) | Лига 1           | 2013/14          | 16        | 9         | 0     | 0     | 0         | 0         | —      | —      | 16    | 9     |
| Валансьен (аренда) | Итого            | Итого            | 16        | 9         | 0     | 0     | 0         | 0         | 0      | 0      | 16    | 9     |
| Трабзонспор        | Суперлига        | 2014/15          | 18        | 0         | 3     | 3     | 5         | 1         | —      | —      | 26    | 4     |
| Трабзонспор        | Суперлига        | 2015/16          | 0         | 0         | 0     | 0     | 3         | 0         | —      | —      | 3     | 0     |
| Трабзонспор        | Итого            | Итого            | 18        | 0         | 3     | 3     | 8         | 1         | 0      | 0      | 29    | 4     |
| Лорьян             | Лига 1           | 2015/16          | 21        | 11        | 4     | 1     | 0         | 0         | —      | —      | 25    | 12    |
| Лорьян             | Лига 1           | 2016/17          | 35        | 9         | 3     | 1     | 0         | 0         | 2      | 1      | 40    | 11    |
| Лорьян             | Лига 2           | 2017/18          | 6         | 1         | 1     | 0     | 0         | 0         | 0      | 0      | 7     | 1     |
| Лорьян             | Итого            | Итого            | 62        | 21        | 8     | 2     | 0         | 0         | 2      | 1      | 72    | 24    |
| Порту              | Суперлига        | 2017/18          | 5         | 0         | 2     | 0     | 1         | 0         | 0      | 0      | 8     | 0     |
| Нант               | Лига 1           | 2018/19          | 30        | 5         | 5     | 2     | 0         | 0         | —      | —      | 35    | 7     |
| Всего за карьеру   | Всего за карьеру | Всего за карьеру | 201       | 62        | 21    | 10    | 15        | 2         | 2      | 1      | 239   | 75    |

### Голы за сборную Ганы
| #   | Дата            | Место                  | Противник | Счёт | Результат | Соревнование                                   |
| --- | --------------- | ---------------------- | --------- | ---- | --------- | ---------------------------------------------- |
| 01. | 24 марта 2013   | Баба Яра, Кумаси, Гана | Судан     | 3:0  | 4:0       | Отборочный турнир чемпионата мира 2014         |
| 02. | 6 сентября 2013 | Баба Яра, Кумаси, Гана | Замбия    | 1:0  | 2:1       | Отборочный турнир чемпионата мира 2014         |
| 03. | 15 октября 2013 | Баба Яра, Кумаси, Гана | Египет    | 3:1  | 6:1       | Отборочный турнир чемпионата мира 2014         |
| 04. | 19 ноября 2014  | Тамале, Тамале, Гана   | Того      | 1:0  | 3:1       | Отборочный турнир кубка африканских наций 2015 |